# Slejf

En slejf för att hålla fast en sko.

Slejf är en rem, snodd, tygremsa eller ett band, med någon form av knäppning, för att fästa ihop ett plaggs eller en skos delar, eller för att hålla ihop andra saker som böcker, eller för att hänga upp saker. Det kan även användas om olika typer av dekorativa band.
En slejf kan också användas för att reglera vidd eller för att hålla fast något på ett plagg.